# Paramaribo (by)
 For alternative betydninger, se Paramaribo. (Se også artikler, som begynder med Paramaribo)
Paramaribo (i folkemunde Par'bo) er hovedstaden i Surinam i Sydamerika. Samtidig er den én af de 10 distrikter landet er opdelt i. Byen har 223.757 (2019) indbyggere. Den ligger ca. 15 km fra Atlanterhavet. Den historiske bydel af Paramaribo blev i 2002 optaget på UNESCOs Verdensarvsliste.

## Historie
Området, som var en handelspost startet af det nederlænderne, blev taget af briterne i 1630. I 1650 blev byen hovedstad i den nye engelske koloni. Området skiftede ofte ejer og i 1667 var det igen en hollandsk besiddelse. Den sidste koloniperiode inden selvstændigheden i 1975 var også hollandsk.
I januar 1821 ødelagde en brand byens centrum og over 400 huse andre bygninger.
En anden brand i september 1832 ødelagde endnu 46 huse i den vestlige del af byen.

## Økonomi
Byens primære eksportvarer er guld, bauxit, sukkerrør, ris, kakao, kaffe, rum og tropisk træ.

## Interessante steder
Paramaribos centrum er Uafhængighedspladsen (Onafhankelijkheidsplein), som indeholder både præsidentpaladset og regeringsbygningen. Pladsen har mange palmer. Andre steder er Surinams museum, møntmuseet og Fort Zeelandia (fra det 17. århundrede). Udover det er der flere andre bygninger fra kolonitiden.
Ligeledes er der mange forskellige religiøse bygninger pga. stor etnisk spredning. Der er to synagoger, mange moskeer, to hinduistiske templer, en hollandsk reformeret kirke og en romersk-katolsk katedral bygget i 1885 af træ.
Der er mange hoteller i byen. Det største er Torarica Hotel, som også indeholder et kasino.
Surinam har kun en biograf, som er placeret i hovedstaden.

## Kendte personer fra Paramaribo
- Clarence Seedorf – hollandsk fodboldspiller